# Andrena helianthiformis
Andrena helianthiformis is een vliesvleugelig insect uit de familie Andrenidae. De wetenschappelijke naam van de soort is voor het eerst geldig gepubliceerd in 1914 door Viereck & Cockerell.